# WWE With Authority!
WWE With Authority! é um jogo de wrestling profissional online lançado em 2001, e criado pela Genetic Anomalies em conjunto com a World Wrestling Federation e THQ. Foi o primeiro jogo baseado na WWF/E lançado apenas em computadores desde WWF European Rampage Tour em 1992.
Com o resultado de uma ação judicial entre a WWF e a World Wildlife Fund, o título oficial do jogo tornou-se WWE With Authority! no verão de 2002.

## Jogabilidade
Originalmente, WWE With Authority! era um jogo de cartas colecionáveis em formato eletrônico. Os jogadores podiam comprar cartas virtuais e montá-las em um "playbook". Este playbook representaria os movimentos e habilidades que o lutador seria capaz de realizar no ringue.
WWE With Authority! foi distribuído como um jogo para download e estava disponível também no formato CD em lojas de varejo para os EUA. A versão de varejo veio com um código de resgate para William Regal.
Há um modo single player, que pretende ser um tutorial. Apenas um adversário no tutorial é realmente jogável. O jogo foi essencialmente voltado para o jogo multiplayer online, onde cerca de 1.000 pessoas estariam disponíveis a qualquer momento durante o jogo. O jogo registrava o número de  vitórias do jogador, perdas e sorteios, bem como o número de vezes que o jogador saiu durante a partida. Esta função era para desencorajar os jogadores a encerrar o programa durante uma partida.

## Expansões
Houve sete conjuntos colocados à venda em vários momentos durante o jogo.

### Season One
- Primeira edição, 196 cartas (16 de fevereiro de 2001)

Este foi o primeiro pacote a ser lançado. Estabeleceu a estrutura e o ambiente.
- No Way Out, 145 cartas (12 de dezembro de 2001)

Esta expansão possibilitou um ambiente de jogo completo.
- WrestleMania X8, 25 cartas (Final de março de 2002)

Esta "mini-expansão" estava à venda somente por um mês ou dois. Ele foi desenvolvido durante o show em si, com os designers durante o evento fazendo anotações, em seguida, testar o código e o conjunto. O tema principal foi a inclusão da nWo.

### Season Two
- TLC, 160 cartas (16 de maio de 2002)

O "Tables, Ladders e Chairs" aumentou consideravelmente o número de hardcore e movimentos ilegais e de cartões especiais disponíveis para os jogadores. Simultaneamente com este pacote foi lançado o novo "Ladder Match".
- Segunda Edição, 250 cartas (Junho de 2002)

Este conjunto incluiu 238 reimpressões da Season One e 12 Superstars. Foram as novas versões do superstars existentes, incluindo uma nova jogabilidade. Este esquema de atualização recebeu uma reação mista.
- SummerSlam 2002, 25 cartas (Agosto de 2002)

Com base nos resultados da mini-expansão WrestleMania X8, a Genetic Anomalies produziu o SummerSlam 2002. Este pacote incluía Shawn Michaels (retornando após quatro anos a WWE) e Brock Lesnar (que conquistou o seu primeiro WWE Championship).
- Unforgiven, 200 cartas (27 de setembro de 2002)

Este pacote marcou o retorno aos temas que foram baseados mais na mecânica dos cartões e menos no desenvolvimento do enredo.
- "Expansão Oito", em torno de 150 cartas (Inédito)

Este pacote de expansão foi lançado em outubro e novembro de 2002. Rey Mysterio e Tajiri foram colocados à venda em forma de Limited Edition. Este pacote foi originalmente agendado para meados de dezembro de 2002.

## Recepção da Crítica
WWE With Authority! era um dos primeiros jogos de cartas online colecionáveis, juntamente com Chron X, também da Genetic Anomalies.  A recepção dos jogadores com o novo gênero foi inicialmente morna. Alguns jogadores não estavam confortáveis com o conceito de pagamento de dinheiro para bens imateriais. Enquanto jogos posteriores de cartas online colecionáveis já fizeram muito sucesso, incluindo Magic: The Gathering Online, a Genetic Anomalies não sobreviveria para ver o gênero florescer.
Havia também um jogo de cartas colecionáveis que a WWF lançou por volta da mesma época, intitulado Raw Deal, que foi considerado a melhor alternativa para a versão online.

## Encerramento
Em janeiro de 2003, a THQ cessou a produção do jogo. O servidor ficou on-line por vários meses. O cliente ainda pode ser baixado de alguns sites de distribuição de freeware, mas o jogo já não é oficialmente produzido.

## Peer-2-Peer
Em 2003, poucas semanas antes do cancelamento, uma versão peer-to-peer do jogo foi lançado pela THQ tal que os jogadores existentes poderiam continuar usando o jogo com as páginas que eles compraram. Desta forma, os jogadores se conectar através de endereços IP. Esta versão do jogo usa o mIRC para uma sala de chat, e o WA! Client, como antes. Houve também mudanças de páginas em 2004.
Também em WA! P2P,existem seis Guide sets (significa cada conta tem pelo menos cinco de cada página excluindo páginas promocionais). Há também onze eventos semanais, dois eventos mensais, totalizando pelo menos 45 eventos oficiais por mês. Há também relatos de título que um campeão atual podem usar o cinturão se ele / ela ganha o título, incluindo: O título World Heavyweight, título Cruiserweight, título Intercontinental, título Europeu, título Hardcore, e a Tsunami Cup.
Diversos sites ainda continuam a oferecer competições para o jogo.